# Plano complexo
O plano complexo, também chamado de Plano de Argand-Gauss ou Diagrama de Argand, é um plano cartesiano usado para representar números complexos geometricamente. Nele, a parte imaginária de um número complexo é representada pela ordenada e a parte real pela abcissa. Desta forma um número complexo z como 3 - 5i pode ser representado através do ponto (afixo ou imagem, quando z está na forma trigonométrica) (3, -5) no plano de Argand-Gauss.

## Representação
Temos na figura ao lado um exemplo do plano. Nele, pode-se observar representados os principais elementos de um número complexo:
- A parte real, representada pela abcissa do ponto;
- a parte imaginária, representada pela ordenada do ponto;
- o módulo, representado pelo raio da circunferência de centro no ponto {\displaystyle (0;0);}
- o argumento, representado pelo ângulo direcionado em sentido anti-horário entre o ponto {\displaystyle z=x+yi,} o ponto {\displaystyle (0;0)} e o eixo das abcissas.

## Utilidade
O plano de Argand-Gauss é um acessório útil pois através dele podemos algebrizar vetores bidimensionais. Devido à semelhança entre as operações com ambos elementos, esta algebrização é de grande utilidade em diversos campos da Matemática, Engenharia e Física.

## Geometria com complexos

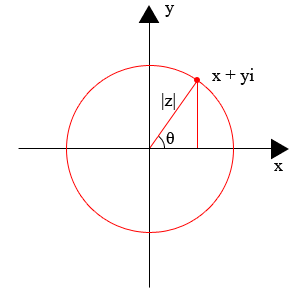
Plano de Argand-Gauss

A geometria com complexos é comumente utilizada para facilitar as contas para resolução de problemas de números complexos.
Um complexo na sua forma algébrica {\displaystyle z=a+bi,} possuindo parte real {\displaystyle a} e parte imaginária {\displaystyle b.}
Desta forma um número complexo {\displaystyle z=a+bi} pode ser interpretado como um ponto no plano de Argand-Gauss, onde pode ser trabalhado da mesma forma que no plano cartesiano, tendo seus afixos (pontos {\displaystyle (x,y)}) em {\displaystyle a} como {\displaystyle x} e {\displaystyle b} como {\displaystyle y.}
Um complexo pode ter associado nele um vetor de origem na origem {\displaystyle (0,0)} e extremidade em {\displaystyle (a,b).}
Na figura ao lado direito, o ponto no circulo é o afixo de {\displaystyle z} com as coordenadas {\displaystyle (a,b).}
O módulo por definição é a distancia de um ponto até a origem, assim sendo o módulo do complexo {\displaystyle z} representado por {\displaystyle |z|} pode ser deduzido através da geometria analítica como
{\displaystyle |z|={\sqrt {a^{2}+b^{2}}}.}
Um complexo apresenta também além da forma algébrica, uma forma trigonométrica (também conhecida por forma polar):
{\displaystyle z=|z|(\cos(\theta )+i\mathrm {sen} \,(\theta ))}
O ângulo {\displaystyle \theta } que é medido a partir do eixo {\displaystyle x} positivo, seguindo em sentido anti-horário, é chamado de argumento de um complexo.
É possível calcular {\displaystyle \theta } através de relações trigonométricas.
Sendo {\displaystyle z=a+bi,}
{\displaystyle \mathrm {sen} \,(\theta )={\frac {b}{|z|}}}
e
{\displaystyle \cos(\theta )={\frac {a}{|z|}}.}
Por exemplo: Se {\displaystyle z={\sqrt {3}}+i,} então
{\displaystyle |z|={\sqrt {({\sqrt {3}})^{2}+1^{2}}}={\sqrt {3+1}}=2.}
Além disso,
{\displaystyle \mathrm {sen} \,(t)={\frac {b}{|z|}}={\frac {1}{2}}}
e
{\displaystyle \cos(t)={\frac {a}{|z|}}={\frac {\sqrt {3}}{2}}.}
Assim, a forma trigonométrica de {\displaystyle z} é:
{\displaystyle z=2(\cos {\frac {\pi }{6}}+i\mathrm {sen} \,{\frac {\pi }{6}}).}
Outra maneira de representarmos os números complexos, ainda de forma polar, é:
{\displaystyle z=|z|\angle \theta }
onde |z| representa o módulo e θ o ângulo em relação ao eixo dos números reais no plano de Argand-Gauss.
Fazendo uso do mesmo exemplo, para este tipo de formulação temos o vetor e seu módulo já calculado:
{\displaystyle z={\sqrt {3}}+i,}
{\displaystyle |z|=2}.
Precisamos agora, determinar qual o ângulo desse vetor com a abscissa. Isso pode ser feito facilmente através do Teorema de Pitágoras, onde: o cateto oposto ao ângulo (θ) será a coordenada do vetor no eixo imaginário, o cateto adjacente será a coordenada do mesmo no eixo real e a hipotenusa o módulo do vetor. Equacionando isso teremos:
{\displaystyle \tan(\theta )={\frac {1i}{\sqrt {3}}}},
geometricamente, podemos retirar o termo complexo, uma vez que ele será considerado como uma distância, restando
{\displaystyle \tan(\theta )={\frac {1}{\sqrt {3}}}},
aplicando a inversa trigonométrica
{\displaystyle \theta =\arctan \left({\frac {1}{\sqrt {3}}}\right)}
{\displaystyle \theta =30^{\circ }}
Escrevendo por fim de forma polar:
{\displaystyle z=|z|\angle 30^{\circ }}
Essa nomenclatura é muito utilizada na engenharia. Sua principal aplicação está relacionada à eletricidade e os equacionamentos necessários para cálculos de circuitos com corrente alternada, nos quais se faz muito mais difícil o uso da forma algébrica.

## Operações com números complexos
Para que se possa provar a maior agilidade nos cálculos ao se fazer uso do sistema polar de representação dos números complexos, basta compararmos as quantidades de operações necessárias em cada sistema de representação, até que se atinja o resultado esperado.

### Multiplicação
Para multiplicarmos dois números complexos, ambos representados de forma algébrica, precisamos realizar as seguintes operações:
{\displaystyle a=3+4i},
{\displaystyle b=7+3i}.
Para realizar a operação ({\displaystyle a\cdot b}), faremos uso da propriedade distributiva da multiplicação, obtendo:
{\displaystyle (a\cdot b)=(3+4i)\cdot (7+3i)}
{\displaystyle (a\cdot b)=(3\cdot 7)+(3\cdot 3i)+(4i\cdot 7)+(4i\cdot 3i)}
{\displaystyle (a\cdot b)=(21)+(9i)+(28i)+(12i^{2})}
Sabemos que pela definição que {\displaystyle i^{2}=(-1)}, dessa forma:
{\displaystyle (a\cdot b)=(21)+(9i)+(28i)+(12\cdot (-1))}
{\displaystyle (a\cdot b)=(21-12)+(9i+28i)}
{\displaystyle (a\cdot b)=(9)+(37i)}
Obtendo-se assim, o vetor resultante da multiplicação.
{\displaystyle \alpha =(9)+(37i)}
No entanto, fazendo primeiro a conversão para a forma polar e posteriormente efetuando a multiplicação, teremos um processo muito mais rápido.
{\displaystyle a=3+4i},
{\displaystyle b=7+3i}.
Em polares:
{\displaystyle a=5\angle 53,13^{\circ }},
{\displaystyle b={\sqrt {58}}\angle 23,20^{\circ }}
A multiplicação de vetores descritos dessa maneira ocorre de forma mais simples, pois basta multiplicar a parte real de ambos vetores e somar os seus ângulos correspondentes.
{\displaystyle (a\cdot b)=(5\angle 53,13^{\circ })\cdot ({\sqrt {58}}\angle 23,20^{\circ })}
{\displaystyle (a\cdot b)=(5\cdot {\sqrt {58}})\angle (53,13^{\circ }+23,20^{\circ })}
{\displaystyle (a\cdot b)=5{\sqrt {58}}\angle 76,33^{\circ }}
Obtendo assim o vetor resultante.
{\displaystyle \beta =5{\sqrt {58}}\angle 76,33^{\circ }}

### Divisão
Para a divisão de dois números complexos, ambos representados de forma algébrica, precisamos realizar as seguintes operações:
{\displaystyle a=3+4i},
{\displaystyle b=7+3i}.
Para realizar a operação {\displaystyle \left({\frac {a}{b}}\right)}, multiplicaremos numerador e denominador pelo vetor b com sinal da parte imaginaria multiplicado de (-1):
{\displaystyle \left({\frac {a}{b}}\right)={\frac {(3+4i)}{(7+3i)}}}
{\displaystyle \left({\frac {a}{b}}\right)={\frac {(3+4i)}{(7+3i)}}\cdot {\frac {(7-3i)}{(7-3i)}}}
aplicando a propriedade distributiva da multiplicação,
{\displaystyle \left({\frac {a}{b}}\right)={\frac {(21-9i+28i-12i^{2})}{(49-21i+21i-9i^{2})}}={\frac {(21-9i+28i-12i^{2})}{(49-9i^{2})}}}
Usando a definição {\displaystyle i^{2}=(-1)},
{\displaystyle \left({\frac {a}{b}}\right)={\frac {(21+12-9i+28i)}{(49+9)}}={\frac {(33+19i)}{(58)}}}
{\displaystyle \left({\frac {a}{b}}\right)={\frac {33+19i}{58}}}
Sendo esse o vetor resultante da divisão.
{\displaystyle \gamma ={\frac {33+19i}{58}}}
Como já foi provado para o processo de multiplicação, a operação se torna muito mais fácil de ser resolvida se reescrevermos os vetores a e b de forma polar. Isso porque, na divisão de complexos polares, basta dividir os módulos e subtrair os ângulos dos vetores, da forma:
{\displaystyle a=5\angle 53,13^{\circ }},
{\displaystyle b={\sqrt {58}}\angle 23,20^{\circ }}
{\displaystyle \left({\frac {a}{b}}\right)={\frac {(5\ \angle 53,13^{\circ })}{({\sqrt {58}}\ \angle 23,20^{\circ })}}}
{\displaystyle \left({\frac {a}{b}}\right)={\frac {5}{\sqrt {58}}}\ \angle (53,13^{\circ }-23,20^{\circ })}
{\displaystyle \left({\frac {a}{b}}\right)={\frac {5{\sqrt {58}}}{58}}\ \angle 29,93^{\circ }}
sendo o vetor resultante da divisão:
{\displaystyle \delta ={\frac {5{\sqrt {58}}}{58}}\ \angle 29,93^{\circ }}

## Aplicações
Conforme já mencionado anteriormente, uma das principais aplicações da escrita de números complexos na forma polar, está diretamente vinculada ao estudo da eletricidade. Um exemplo claro disso, é o seu uso para o cálculo da impedância de um circuito elétrico ou para a construção de um fasor.